# ダスティン・ペドロイア
ダスティン・ルイス・ペドロイア（Dustin Luis Pedroia, 1983年8月17日 - ）は、アメリカ合衆国カリフォルニア州ヨロ郡ウッドランド出身の元プロ野球選手（二塁手）。右投右打。愛称はレーザー・ショウ（Laser Show）。

## 経歴
2003年7月に開催されたサントドミンゴパンアメリカン競技大会の野球アメリカ合衆国代表に選出された。
2004年のMLBドラフト2巡目（全体65位）でボストン・レッドソックスに指名され、7月21日に契約。大学時代のチームメイトにはイアン・キンズラー、アンドレ・イーシアー、ジェフ・レリッシュ、トラビス・バックらがいる。
2006年8月17日にメジャーデビューを果たした。しかし、2006年は目立った成績を残すことは出来なかった。2006年オフにマーク・ロレッタがヒューストン・アストロズに移籍したため、2007年は、本来のポジションは遊撃手ながら、二塁手のレギュラーとして開幕を迎えた。
2007年は4月の月間打率は.182だったが、5月の打率は.415を記録。アメリカンリーグ第9週に当たる5月28日から6月3日にかけて、出場した全6試合でヒットを放ち、そのうち3試合で「猛打賞」の固め打ち。特に6月1日からのニューヨーク・ヤンキースとの3連戦では、14打数8安打、5打点の活躍で、その週のMVPに選出されると共に、5月の月間最優秀新人にも選出された。このシーズンは打率.317・8本塁打・50打点を記録し、アメリカンリーグの新人王のタイトルを獲得した。

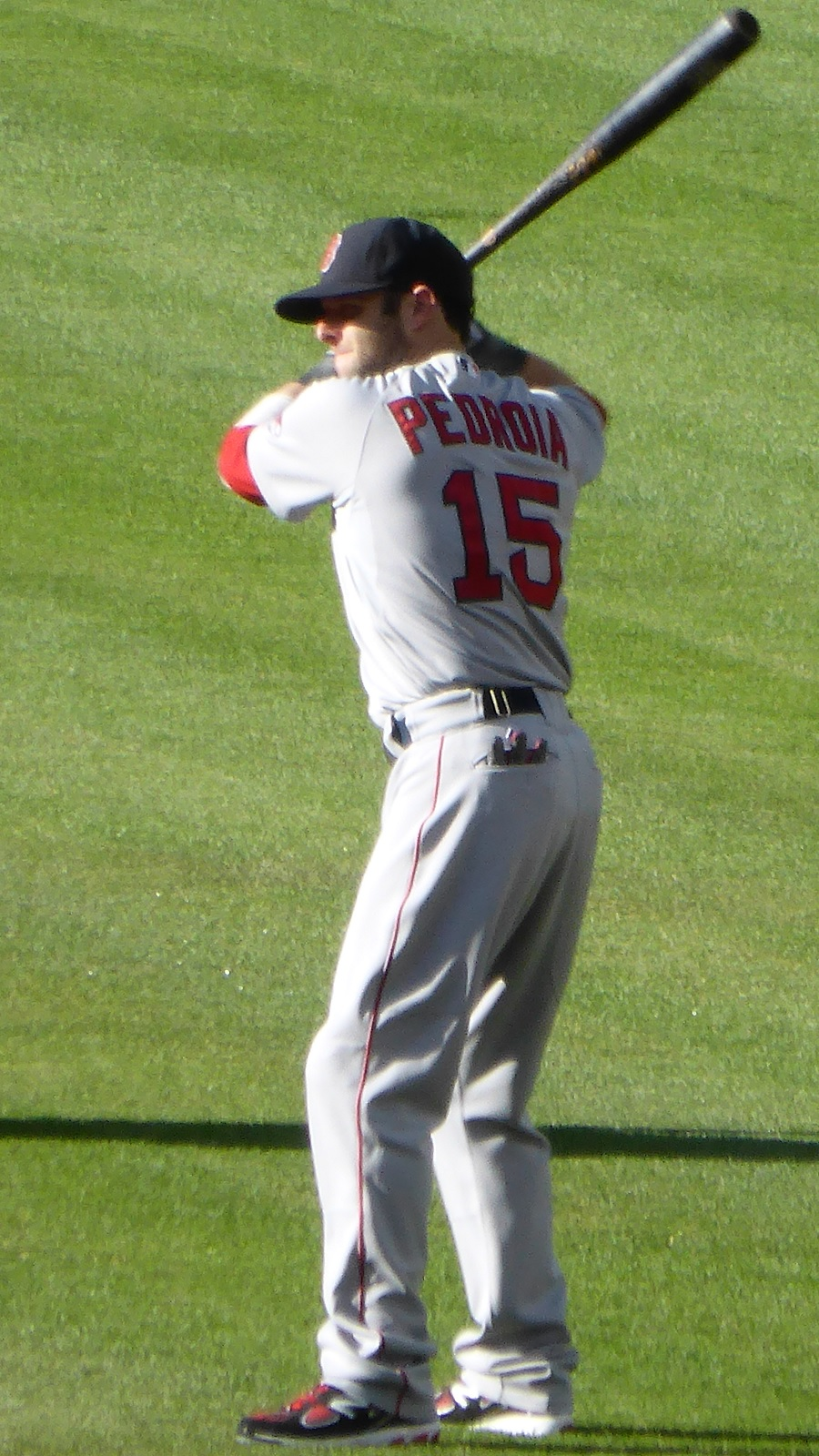
2014年6月3日

2008年は6月に打率が2割6分台まで下がったが、後半戦は好調で打率.345を記録した。トータルでは.326でジョー・マウアーと2厘差で首位打者のタイトルを逃したが、得点（118）・安打（213）・二塁打（54）の3部門でリーグ1位となった（200安打・50二塁打は球団史上3人目）。テリー・フランコーナ監督が「どんな展開でも、人生最後のゲームのように懸命にプレーする」と評し、チームに好影響を与えた。マニー・ラミレスが移籍し、デビッド・オルティーズ、マイク・ローウェル、J・D・ドリューらなど故障者が続出したチームの穴を埋め、ポストシーズン進出のキーマンとなった。シーズン終了後にはゴールドグラブ賞とシルバースラッガー賞を受賞。そしてカル・リプケン・ジュニア、ライアン・ハワードに次いで史上3人目となる新人王の翌年にMVPを受賞した。12月3日にはレッドソックスと総額4,050万ドルの6年契約（2015年・1100万ドルの球団オプション付き）に合意した。
2009年はシーズン開幕前の3月に開催された第2回ワールド・ベースボール・クラシック(WBC)のアメリカ合衆国代表に選出された。同大会では主に2番打者として起用されるが、練習で左脇腹を痛め2次ラウンドから登録を外れる。
2010年6月24日のコロラド・ロッキーズ戦で1試合3本塁打を記録するなど、75試合で12本塁打を放っていた。しかし、翌6月25日のサンフランシスコ・ジャイアンツ戦で自打球を足に当て、舟状骨を骨折した為、故障者リストする事になった。8月に一度復帰したものの、まだ痛みが残っていた為、2試合に出ただけで再度故障者リスト入りとなった。この年は75試合の出場にとどまり、12本塁打41打点9盗塁、打率.288だった。
2011年は159試合に出場して打率.307、21本塁打、91打点、26盗塁と自己最高の成績を残した。オフには3年ぶり2度目となるゴールドグラブ賞を受賞した。
2012年は141試合に出場して打率.290、15本塁打、65打点、20盗塁を記録した。
2013年7月には3年ぶりとなるオールスターに選出され、7月24日にはレッドソックスと総額1億1000ドルの8年契約に合意した。この年はチーム最多の160試合に出場して打率.301、9本塁打、84打点、17盗塁を記録した。オフには2年ぶり3度目のゴールドグラブ賞を受賞した。
2014年5月2日のオークランド・アスレチックス戦でシーズン初本塁打を放ち、メジャー通算100本塁打に到達した。レッドソックス在籍中に100本塁打・100盗塁を達成したのは、カール・ヤストレムスキー以来球団史上2人目の快挙となった。9月11日、左手首の手術を受けたことを球団が発表。シーズンの残りの試合は全て欠場した。左手首の問題は4月4日の本拠地開幕戦から慢性的に続いていたという。その影響もありこの年は、打率・出塁率・長打率などの打撃成績はレギュラー定着後最低の成績となった。オフに2年連続となるゴールドグラブ賞を受賞した。
2015年は、93試合の出場に留まった。打率.291、42打点という成績を残した他、3年ぶりの2桁本塁打となる12本塁打を放った。
2016年は154試合に出場して打率.318、15本塁打、74打点、7盗塁を記録した。オフの10月12日に左膝の半月板手術を受けた。
2017年4月21日のボルチモア・オリオールズ戦でマニー・マチャドからスライディングを受け、左膝を負傷した。この故障も影響し、3度故障者リスト入り。出場試合は105試合に留まった。オフの10月25日に左膝軟骨の修復手術を受け、復帰まで7か月かかる見通しとなった。
2018年は開幕を故障者リストで迎えた。5月26日に復帰したが、6月2日に左膝の炎症で10日間故障者リスト入り。8月4日には60日間の故障者リストに入った。9月7日に2018年シーズンの出場はないことをレッドソックスが発表した。出場は5月のわずか3試合に留まった。チームは108勝54敗を残し、ドジャースとのワールドシリーズにも勝利した。ポストシーズンのロースターに入らなかったが、自身3度目のワールドシリーズ優勝となった。1931年から数えて3度のワールドシリーズ優勝を経験した2人目の選手となった（もう1人はデビッド・オルティーズ）。12月までリハビリを行い、年が明けて2019年1月から復帰時期は未定のまま、ランニングを再開。
2019年のスプリングトレーニングで実戦復帰したが、開幕は故障者リスト入りして迎えた。4月9日にシーズン初出場を果たしたが、同月18日に再び故障者リスト入り。マイナーでリハビリをするもうまくいかず、5月27日には60日の故障者リストに入り、無期限の休養に入ることが球団公式サイトで発表された。記者会見で現役続行は「分からない。この時間を利用してその点も考える」と引退の可能性を示した。
2021年2月1日に現役引退を発表した。

## プレースタイル
公称身長175cm（2016年には、「170cm」を自称する）ながら、広い守備範囲と堅実なグラブ捌きを見せる。打撃面ではフルスウィングながら、コンタクトが非常に上手いので、三振を喫することはほとんどない。
同じような体型でプレースタイルが似ているデビッド・エクスタインとよく比較される。
グッズが作られるなど定着している愛称のレーザー・ショウは、同僚オルティズの2010年開幕直後の不振について記者会見で擁護する発言から生まれた。「僕も以前60打席で打率.170だった事があり、みんなに殺されそうだった事があるよ。そうしたらどうなったと思う？レーザー・ショウが始まったんだ」。これは自身がMVPを受賞した時の事についての言及であるが、この中で「レーザー・ショウ」と言うペドロイアらしいユニークな言い回しと彼のラインドライブを量産する打撃スタイルが合致したことから、今では愛称として親しまれるようになった。

## 詳細情報

### 年度別打撃成績
| 年 度     | 球 団     | 試 合 | 打 席 | 打 数 | 得 点 | 安 打 | 二 塁 打 | 三 塁 打 | 本 塁 打 | 塁 打 | 打 点 | 盗 塁 | 盗 塁 死 | 犠 打 | 犠 飛 | 四 球 | 敬 遠 | 死 球 | 三 振 | 併 殺 打 | 打 率 | 出 塁 率 | 長 打 率 | O P S |
| --------- | --------- | ----- | ----- | ----- | ----- | ----- | -------- | -------- | -------- | ----- | ----- | ----- | -------- | ----- | ----- | ----- | ----- | ----- | ----- | -------- | ----- | -------- | -------- | ----- |
| 2006      | BOS       | 31    | 98    | 89    | 5     | 17    | 4        | 0        | 2        | 27    | 7     | 0     | 1        | 1     | 0     | 7     | 0     | 1     | 7     | 1        | .191  | .258     | .303     | .561  |
| 2007      | BOS       | 139   | 581   | 520   | 86    | 165   | 39       | 1        | 8        | 230   | 50    | 7     | 1        | 5     | 2     | 47    | 1     | 7     | 42    | 8        | .317  | .380     | .442     | .823  |
| 2008      | BOS       | 157   | 726   | 653   | 118   | 213   | 54       | 2        | 17       | 322   | 83    | 20    | 1        | 7     | 9     | 50    | 1     | 7     | 52    | 17       | .326  | .376     | .493     | .869  |
| 2009      | BOS       | 154   | 714   | 626   | 115   | 185   | 48       | 1        | 15       | 280   | 72    | 20    | 8        | 3     | 6     | 74    | 3     | 5     | 45    | 19       | .296  | .371     | .447     | .819  |
| 2010      | BOS       | 75    | 351   | 302   | 53    | 87    | 24       | 1        | 12       | 149   | 41    | 9     | 1        | 2     | 6     | 37    | 1     | 4     | 38    | 7        | .288  | .367     | .493     | .860  |
| 2011      | BOS       | 159   | 731   | 635   | 102   | 195   | 37       | 3        | 21       | 301   | 91    | 26    | 8        | 2     | 7     | 86    | 6     | 1     | 85    | 12       | .307  | .387     | .474     | .861  |
| 2012      | BOS       | 141   | 623   | 563   | 81    | 163   | 39       | 3        | 15       | 253   | 65    | 20    | 6        | 1     | 6     | 48    | 3     | 5     | 60    | 9        | .290  | .347     | .449     | .797  |
| 2013      | BOS       | 160   | 724   | 641   | 91    | 193   | 42       | 2        | 9        | 266   | 84    | 17    | 5        | 0     | 7     | 73    | 4     | 3     | 75    | 24       | .301  | .372     | .415     | .787  |
| 2014      | BOS       | 135   | 609   | 551   | 72    | 153   | 33       | 0        | 7        | 207   | 53    | 6     | 6        | 0     | 6     | 51    | 1     | 1     | 75    | 14       | .278  | .337     | .376     | .712  |
| 2015      | BOS       | 93    | 425   | 381   | 46    | 111   | 19       | 1        | 12       | 168   | 42    | 2     | 2        | 1     | 3     | 38    | 1     | 2     | 51    | 6        | .291  | .356     | .441     | .797  |
| 2016      | BOS       | 154   | 698   | 633   | 105   | 201   | 36       | 1        | 15       | 284   | 74    | 7     | 4        | 1     | 3     | 61    | 0     | 0     | 73    | 24       | .318  | .376     | .449     | .825  |
| 2017      | BOS       | 105   | 463   | 406   | 46    | 119   | 19       | 0        | 7        | 159   | 62    | 4     | 3        | 2     | 4     | 49    | 4     | 2     | 48    | 11       | .293  | .369     | .392     | .760  |
| 2018      | BOS       | 3     | 13    | 11    | 1     | 1     | 0        | 0        | 0        | 1     | 0     | 0     | 0        | 0     | 0     | 2     | 0     | 0     | 1     | 0        | .091  | .231     | .091     | .322  |
| 2019      | BOS       | 6     | 21    | 20    | 1     | 2     | 0        | 0        | 0        | 2     | 1     | 0     | 0        | 0     | 0     | 1     | 0     | 0     | 2     | 2        | .100  | .143     | .100     | .243  |
| MLB：14年 | MLB：14年 | 1512  | 6777  | 6031  | 922   | 1805  | 394      | 15       | 140      | 2649  | 725   | 138   | 46       | 25    | 59    | 624   | 25    | 38    | 654   | 154      | .299  | .365     | .439     | .805  |

- 各年度の太字はリーグ最高

### 年度別守備成績
| 年 度 | 球 団 | 二塁（2B） | 二塁（2B） | 二塁（2B） | 二塁（2B） | 二塁（2B） | 二塁（2B） | 遊撃（SS） | 遊撃（SS） | 遊撃（SS） | 遊撃（SS） | 遊撃（SS） | 遊撃（SS） |
| 年 度 | 球 団 | 試 合      | 刺 殺      | 補 殺      | 失 策      | 併 殺      | 守 備 率   | 試 合      | 刺 殺      | 補 殺      | 失 策      | 併 殺      | 守 備 率   |
| ----- | ----- | ---------- | ---------- | ---------- | ---------- | ---------- | ---------- | ---------- | ---------- | ---------- | ---------- | ---------- | ---------- |
| 2006  | BOS   | 27         | 45         | 73         | 3          | 17         | .975       | 6          | 7          | 13         | 1          | 4          | .952       |
| 2007  | BOS   | 137        | 259        | 360        | 6          | 78         | .990       | -          | -          | -          | -          | -          | -          |
| 2008  | BOS   | 157        | 279        | 448        | 6          | 101        | .992       | -          | -          | -          | -          | -          | -          |
| 2009  | BOS   | 154        | 253        | 404        | 6          | 93         | .991       | -          | -          | -          | -          | -          | -          |
| 2010  | BOS   | 75         | 137        | 212        | 3          | 50         | .991       | -          | -          | -          | -          | -          | -          |
| 2011  | BOS   | 159        | 290        | 425        | 7          | 81         | .990       | -          | -          | -          | -          | -          | -          |
| 2012  | BOS   | 139        | 228        | 392        | 5          | 100        | .992       | -          | -          | -          | -          | -          | -          |
| 2013  | BOS   | 160        | 254        | 429        | 5          | 102        | .993       | -          | -          | -          | -          | -          | -          |
| 2014  | BOS   | 135        | 247        | 405        | 2          | 96         | .997       | -          | -          | -          | -          | -          | -          |
| 2015  | BOS   | 92         | 165        | 272        | 6          | 61         | .986       | -          | -          | -          | -          | -          | -          |
| 2016  | BOS   | 152        | 245        | 362        | 6          | 98         | .990       | -          | -          | -          | -          | -          | -          |
| 2017  | BOS   | 98         | 156        | 208        | 2          | 59         | .995       | -          | -          | -          | -          | -          | -          |
| 2018  | BOS   | 3          | 7          | 7          | 0          | 1          | 1.000      | -          | -          | -          | -          | -          | -          |
| 2019  | BOS   | 4          | 9          | 7          | 0          | 3          | 1.000      | -          | -          | -          | -          | -          | -          |
| MLB   | MLB   | 1492       | 2574       | 4004       | 57         | 940        | .991       | 6          | 7          | 13         | 1          | 4          | .952       |

- 各年度の太字年はゴールドグラブ賞受賞

### 表彰
- シーズンMVP：1回（2008年）
- 新人王：2007年
- シルバースラッガー賞：1回（2008年）
- ゴールドグラブ賞：4回（2008年、2011年、2013年、2014年）
- フィールディング・バイブル・アワード：3回（2011年、2013年、2016年[25]）
- ルーキー・オブ・ザ・マンス：1回（2007年5月）
- プレイヤー・オブ・ザ・マンス：1回（2011年7月）
- プレイヤーズ・チョイス・アワーズ
  - 優秀新人：2007年
- ハート&ハッスル賞：1回（2013年）

### 記録
- MLBオールスターゲーム選出：4回（2008年、2009年、2010年、2013年）

### 背番号
- 64（2006年）
- 15（2007年 - 2019年）

### 代表歴
- 2003年パンアメリカン競技大会野球アメリカ合衆国代表
- 2009 ワールド・ベースボール・クラシック アメリカ合衆国代表